# Minako Takashima
Minako Takashima (高嶋 美奈子 Takashima Minako?), är en japansk tidigare fotbollsspelare.
Minako Takashima debuterade för japans landslag den 21 augusti 1994 i en 1–0-vinst över Österrike. Hon spelade 1 landskamper för det japanska landslaget.